# Champanges
Champanges – miejscowość i gmina we Francji, w regionie Owernia-Rodan-Alpy, w departamencie Górna Sabaudia.
Według danych na rok 1990 gminę zamieszkiwało 706 osób, a gęstość zaludnienia wynosiła 190 osób/km² (wśród 2880 gmin regionu Rodan-Alpy Champanges plasuje się na 976. miejscu pod względem liczby ludności, natomiast pod względem powierzchni na miejscu 1605.).